# سیم‌کشی الکتریکی در آمریکای شمالی
سیم‌کشی الکتریکی در آمریکای شمالی (انگلیسی: Electrical wiring in North America) پیرو آیین‌نامه‌ها و استانداردهای ‌‌‌‌‌‌‌‌نصب سیم‌کشی ساختمان که در آن از برق شهری استفاده می‌شود است.